# Józef Łobodowski

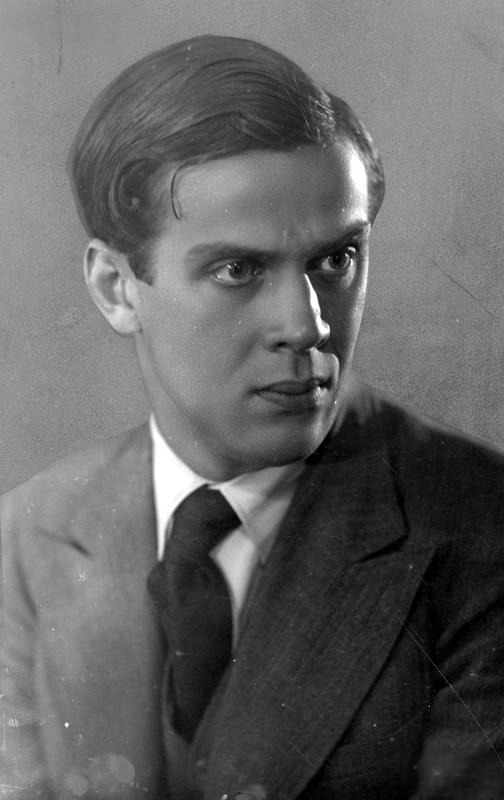

Józef Łobodowski (19 de marzo de 1909 en Purwiszki, Rusia - 18 de abril de 1988 en Madrid) fue un escritor y poeta polaco, que además tradujo obras de la literatura española y rusa al polaco. 
Debutó con un libro en 1931 titulado O czerwonej krwi (De sangre roja). En 1935 continuó con Rozmowa z ojczyzną (Conversación con la patria). Fue galardonado como escritor revelación juvenil en 1937 con el Premio Nacional de Literatura de la Academia Polaca.
Si en su juventud simpatizó ideológicamente con la izquierda, pronto va a dar un giro radical, posicionándose como anticomunista. Tras la campaña de septiembre de 1939, marchó a Francia a través de Hungría. El 20 de febrero de 1940 es arrestado en París en circunstancias no aclaradas. Entre sus pertenencias se encontró propaganda escrita por él para el gobierno polaco en el exilio: como solución para acabar con la guerra, Łobodowski animaba a que los aliados no invadieran Alemania, sino que se aliaran con el ejército nazi para invadir la Unión Soviética. Pasando clandestinamente los Pirineos, llegó a España en 1941. Desde allí pretendía llegar a Inglaterra, donde seguía existiendo el gobierno legal de Polonia en el exilio y el ejército. Fue detenido por la policía y pasó un año y medio en la prisión de Figueras. Liberado en 1943 llegó a Barcelona y desde allí a pie a Madrid, donde fue recibido con los brazos abiertos por el gobierno  español y donde permaneció el resto de su vida.
En Madrid Łobodowski escribió trece tomos de poesía, siete novelas, preparó antologías de sus traducciones de poesías española, ucraniana, bielorrusa y rusa; no sólo escribió obras relativas a España, también dedicó no poco a su Polonia natal, a Ucrania y al Cáucaso. Conocido por su anticomunismo, trabajó en la sección polaca de Radio Madrid, en aquel tiempo emisora no oficial del gobierno franquista. Escribió en el periódico londinense para los exiliados polacos Novedades, y también lo hizo en la revista parisina Kultura (Cultura).
La censura que hubo en Polonia hasta 1989 impidió que se conociera su obra. En la última década su figura empezó a adquirir relevancia y a ser valorado y alabado por la crítica polaca tanto por el interés artístico de sus obras como por, tristemente, su contenido ideológico anticomunismo. Merece especial atención su labor a favor de la amistad polaco-ucraniana y la amistad polaco-judía, siendo en este campo una de las figuras claves del siglo XX.

## Publicaciones
- O czerwonej krwi 1931
- W przeddzień 1932
- Rozmowa z ojczyzną 1935
- Demonom nocy 1936
- Modlitwa za wojnę 1946
- Uczta zadżumionych 1954
- Jarzmo kaudyńskie 1961
- Kasydy i gazele 1961
- W połowie wędrowki 1972
- Dwie książki 1984
- Pamięci Sulamity 1987
- Rachunek sumienia 1987
- Dytyramby patetyczne 1988

- Datos: Q776173
- Multimedia: Józef Łobodowski / Q776173